# 日本熱帯医学会女性賞
日本熱帯医学会女性賞（にほんねったいいがくかいじょせいしょう、JSTM Woman Award Winners）は、一般社団法人 日本熱帯医学会に所属する優れた研究をおこなった女性会員に授与する賞。

## 概要
『日本熱帯医学会女性賞』は、熱帯医学の分野で国際的な業績、研究成果をあげた女性会員に対して、日本熱帯医学会が表彰する。2018年に第一回授与式がおこなわれた。

## 受賞

### 日本熱帯医学会女性賞
| 年度               | 受賞者名・所属（氏名所属は受賞時）                              | 受賞論文                                                                           |
| ------------------ | --------------------------------------------------------------- | ---------------------------------------------------------------------------------- |
| 2018年（平成30年） | 金惠淑（岡山大学大学院医歯薬学総合研究科）                      | マラリアの創薬研究ー過酸化物を用いた抗マラリア薬開発の現況                         |
| 2019年（令和元年） | Moi Meng Ling（長崎大学熱帯医学研究所）                         | デング熱に対するワクチン・治療法の開発のための評価系構築および防御メカニズムの解析 |
| 2019年（令和元年） | 齊藤麻理子（東北大学大学院医学系研究科）                        | フィリピンの狂犬病の制圧を目指して                                                 |
| 2020年（令和2年）  | 斉藤美加（琉球大学大学院）                                      | 沖縄の蚊媒介性感染症の疫学と対策                                                   |
| 2021年（令和3年）  | 竹内理恵（JICA沖縄 / 琉球大学大学院保健学研究科）               | アフリカ、アジアにおける公衆衛生学上問題となる疾病の研究                           |
| 2022年（令和4年）  | 我妻ゆき子（筑波大学医学医療系臨床疫学）                        | 住血吸虫症の慢性的臨床病態の判定と疾病対策                                         |
| 2023年（令和5年）  | サトウ恵（新潟大学大学院保健学研究科 / 新潟大学医学部保健学科） | ラオスにおける人獣共通感染性蠕虫と新潟におけるマダニとマダニ媒介性感染症           |